# Bernat el Ferrer
Bernat el Ferrer és una figura històrica vinculada als orígens de Molins de Rei, una vila situada al Baix Llobregat, Catalunya. La seva contribució va ser fonamental en l'establiment i desenvolupament inicial de la localitat.
L'any 1188, el rei Alfons II d'Aragó va ordenar la construcció d'uns molins al territori que actualment correspon a Molins de Rei. Inicialment, la responsabilitat de la construcció va recaure en Joan, dit dels molins. Un cop finalitzats, per decisió reial, els molins van quedar sota la responsabilitat de Bernat el Ferrer. Una de les condicions imposades a Bernat era que havia de residir a la zona i tenir cura de l'edifici de nova construcció.
L'establiment de Bernat el Ferrer a la zona va ser determinant per al naixement d'un nucli de població al voltant dels molins. La seva presència va atraure altres habitants i va fomentar el creixement d'una comunitat que, amb el temps, es convertiria en la vila de Molins de Rei.
La figura de Bernat el Ferrer ha esdevingut un símbol de la identitat molinenca. Tant és així que algunes institucions, com l'IES Bernat el Ferrer, porten el seu nom.